# 名立郵便局
名立郵便局（なだちゆうびんきょく）は、新潟県上越市（旧西頸城郡名立町）にある郵便局である。局番号は12097。

## 概要
住所：〒949-1602 新潟県上越市名立区名立大町147ｰ1
局舎は、鉄筋平屋建てで、延床面積が190.2m2である。

## 沿革
個別に出典が提示されてない箇所の出典→
- 1872年7月1日 - 名立大町村167番地（橋本善四郎宅[3]）に名立郵便取扱所（八等局）が設置される。
- 1875年1月12日 - 七等局となる。
- 1880年7月6日 - 四等局となる。
- 1885年10月1日 - 貯金事務を開始。
- 1886年5月25日 - 名立郵便局と改称し、三等局となる。
- 1889年8月1日 - 名立大町167-乙に局舎移転。
- 1890年11月1日 - 通常為替業務取扱を開始。
- 1892年10月1日 - 小包郵便物取扱を開始。
- 1902年
  - 6月10日 - 局舎が類焼したため、名立小泊の市川準次郎家の屋内に移転[3]。
  - 12月1日 - 名立大町167番地に移転。
- 1903年2月 - 名立郵便電信局と改称。
- 1907年
  - 1月24日 - 局舎が大火により類焼。名立大町104番地の橋本マス宅に移転[4]。
  - 12月2日 - 局舎が名立大町167番地に新築移転（木造2階建て〔1階45坪、2階41坪の計86坪〕瓦葺き[4]）。
- 1916年10月1日 - 簡易保険事務取扱を開始。
- 1928年2月11日 - 電話交換事務取扱を開始。
- 1940年4月 - 放送委託事務取扱を開始。
- 1941年2月 - 等級廃止に伴い、特定郵便局となる。
- 1965年9月17日 - 台風による豪雨で局舎が浸水。
- 1967年12月10日 - 局舎を現在地に新築移転。
- 1975年9月11日 - 電話交換業務を廃止。

## 取扱内容
- 郵便、印紙、ゆうパック、内容証明、国際郵便、e発送サービス
- 貯金、貯金担保自動貸付け、為替、振替、振込、国債、口座貸越サービス、財形定額貯金、貯金小切手の振出、簡易払い
- 生命保険、バイク自賠責保険、がん保険
- ゆうちょ銀行ATM

## 周辺
- 上越市名立区総合事務所
- 名立たちばな保育園
- 国道8号
- 道の駅うみてらす名立
- 名立川